# Nissan Presea
O  Presea é um sedan compacto da Nissan.